# Viola Liuzzo
Viola Fauver Liuzzo (de soltera Gregg; California, Pensilvania, 11 de abril de 1925 - Selma, Alabama, 25 de marzo de 1965) fue una ama de casa y activista por los derechos civiles estadounidense. Liuzzo fue asesinada a disparos por miembros del Ku Klux Klan.
El nombre de Liuzzo está inscrito en el Monumento a los Derechos Civiles en Montgomery, Alabama.

## Activismo
Habiendo pasado gran parte de su infancia y adolescencia en la pobreza en Tennessee, Viola experimentó la naturaleza de la segregación en el sur en primera persona. Esto tendría un impacto poderoso en su activismo. Fue durante sus años de formación que se dio cuenta de la injusticia de la segregación y el racismo, ya que ella y su familia, aún en condiciones similares de gran pobreza, gozaban de privilegios sociales y comodidades que se les negaban a los afroamericanos según las Leyes Jim Crow.
En 1964, comenzó a asistir a la Primera Iglesia Unitaria Universalista de Detroit y se unió a la Asociación Nacional para el Progreso de las Personas de Color (NAACP).
Una gran parte del activismo de Viola, particularmente con la NAACP, se debió a su estrecha amistad con una mujer afroamericana, Sarah Evans. Después de reunirse inicialmente en una tienda de comestibles donde Liuzzo trabajaba como cajera, las dos se mantuvieron en contacto. Evans finalmente se convirtió en el ama de llaves de Liuzzo mientras mantenían una relación cercana y amistosa en la que compartían puntos de vista similares, incluido el apoyo al movimiento de derechos civiles. Luego de la muerte de Liuzzo, Evans se convirtió en la cuidadora permanente de los cinco hijos pequeños de Liuzzo.
Liuzzo creía tan apasionadamente en la lucha por los derechos civiles que ayudó a organizar las protestas en Detroit y asistió a conferencias de derechos civiles, además de trabajar con la NAACP.
Además de apoyar activamente el movimiento de derechos civiles, Liuzzo también se destacó por su protesta contra las leyes de Detroit que permitían que los estudiantes abandonaran la escuela más fácilmente. Su desacuerdo con esa ley la llevó a retirar a sus hijos de la escuela en forma de protesta. Debido a que los educó en casa durante dos meses, Liuzzo fue arrestada, aunque esto no la hizo cambiar de opinión. Se declaró culpable en la corte y fue puesta en libertad condicional.

## Selma
En febrero de 1965, una manifestación nocturna por el derecho al voto en el juzgado de Marion, Alabama, se tornó violenta. Los policías estatales golpearon a los manifestantes y golpearon y dispararon a un afroamericano de 26 años llamado Jimmie Lee Jackson, quien luego murió. La muerte de Jackson estimuló la lucha por los derechos civiles en Selma. La Conferencia Sur de Liderazgo Cristiano (SCLC) programó una marcha de protesta para el domingo 7 de marzo de 1965. El gobernador George Wallace prohibió la marcha, pero la prohibición fue ignorada. Seiscientos manifestantes se dirigieron hacia el puente Edmund Pettus que cruzaba el río Alabama. Cuando los manifestantes llegaron a la cima del puente, vieron una escena aterradora al otro lado: policías y soldados estatales armados con garrotes, látigos y gases lacrimógenos, y una pandilla del alguacil a caballo. Cuando se les dijo que se detuvieran y se dispersaran, los manifestantes se negaron. Los soldados avanzaron sobre los manifestantes, golpeándolos y azotándolos. Diecisiete personas fueron hospitalizadas. Ese día se conoció como Domingo Sangriento.
Liuzzo estaba horrorizada por las imágenes de la marcha del Domingo Sangriento. Una segunda marcha tuvo lugar el 9 de marzo. Los soldados, la policía y los manifestantes se enfrentaron entre sí en el extremo del puente del condado, pero cuando los policías se hicieron a un lado para dejarlos pasar, el reverendo Martin Luther King llevó a los manifestantes de regreso a la iglesia. Estaba obedeciendo una orden judicial federal mientras buscaba protección de un tribunal federal para realizar la marcha. En la noche del 11 de marzo, un grupo supremacista blanco golpeó y asesinó al activista de derechos civiles James Reeb, un ministro unitario universalista de Boston, que había viajado a Selma para marchar con el segundo grupo. Muchos otros clérigos y simpatizantes de todo el país también se reunieron para la segunda marcha.
El 16 de marzo, Liuzzo participó en una protesta en Wayne. Luego llamó a su esposo para decirle que viajaría a Selma después de escuchar a Martin Luther King llamar a personas de todas las religiones para que fueran a ayudar, diciendo que la lucha "era la lucha de todos". Dejando a sus hijos al cuidado de familiares y amigos, se puso en contacto con la Conferencia Sur de Liderazgo Cristiano, que la aceptó y le encargó entregar ayuda a varios lugares, dar la bienvenida y reclutar voluntarios y transportar a voluntarios y manifestantes desde y hacia aeropuertos, terminales de autobuses y estaciones de tren, para las cuales ella ofreció el uso de su automóvil, un Oldsmobile de 1963.
El 21 de marzo de 1965, más de 3.000 personas iniciaron la tercera marcha, entre negros, blancos, médicos, enfermeras, gente de clase trabajadora, sacerdotes, monjas, rabinos, amas de casa, estudiantes, actores y agricultores. Entres los famosos que participaron se encontraban Martin Luther King, Ralph Bunche, Coretta Scott King, Ralph Abernathy y Andrew Young. Los manifestantes tardaron cinco días en alcanzar su objetivo. Liuzzo marchó el primer día completo y regresó a Selma para pasar la noche. El miércoles 24 de marzo se reincorporó a la marcha a cuatro millas de la final, donde se llevó a cabo una celebración de la "Noche de las estrellas" en la ciudad de St. Jude con actuaciones de muchos artistas populares, entre ellos Harry Belafonte, Sammy Davis, Jr., Joan Baez y Dick Gregory. Liuzzo ayudó en el puesto de primeros auxilios. El jueves, Liuzzo y otros manifestantes llegaron al edificio del capitolio estatal, con una bandera confederada ondeando sobre él. Martin Luther King se dirigió a la multitud de 25.000 personas y calificó la marcha como un "momento brillante en la historia de los Estados Unidos".

## Asesinato y funeral
Después de que la tercera marcha concluyó el 25 de marzo, Liuzzo, asistida por Leroy Moton, un afroamericano de 19 años, continuó trasladando a los manifestantes y voluntarios de Montgomery de regreso a Selma en su automóvil. Mientras conducían por la Ruta 80, un automóvil trató de sacarlos de la carretera. Después de dejar pasajeros en Selma, ella y Moton regresaron a Montgomery. Mientras cargaban gasolina en una estación de servicio local, fueron objeto de comentarios abusivos y racistas. Cuando Liuzzo se detuvo en un semáforo en rojo, un automóvil con cuatro miembros del Ku Klux Klan, incluido el infiltrado del FBI Gary Thomas Rowe, se detuvo junto a ella. Cuando vieron a una mujer blanca y un hombre negro en un automóvil juntos, siguieron a Liuzzo mientras esta trataba de dejarlos atrás. Al adelantar al Oldsmobile, dispararon directamente a Liuzzo, hiriéndola de muerte dos veces en la cabeza. El coche viró hacia una zanja y se estrelló contra una valla.
Aunque Moton estaba cubierto de sangre, las balas no lo alcanzaron. Se quedó inmóvil cuando los miembros del Klan llegaron al coche para comprobar cómo estaban sus víctimas. Después de que los miembros del Klan se marcharon, Moton comenzó a buscar ayuda y, finalmente, detuvo un camión conducido por el reverendo Leon Riley. Al igual que Moton y Liuzzo, Riley transportaba a los trabajadores de derechos civiles de regreso a Selma.
El funeral de Liuzzo se llevó a cabo el 30 de marzo en la iglesia católica Inmaculado Corazón de María de Detroit, con muchos miembros prominentes del movimiento de derechos civiles y del gobierno, allí presentes para manifestar sus respetos. Incluidos en este grupo estaban Martin Luther King, el director ejecutivo de NAACP Roy Wilkins, el líder nacional del Congreso de Igualdad Racial James Farmer, el vicegobernador de Míchigan William G. Milliken, el presidente de los Teamsters Jimmy Hoffa y el presidente de United Auto Workers, Walter Reuther. Fue enterrada en el cementerio Holy Sepulcher en Southfield, Míchigan.
Menos de dos semanas después de su muerte, una cruz carbonizada fue encontrada frente a cuatro casas de Detroit, incluida la residencia de Liuzzo.